# Gaulverjabæjarvegur
Der Gaulverjabæjarvegur ist eine Hauptstraße im Süden von Island. 
Die Straße 33 zweigt östlich von Selfoss in südöstliche Richtung von der Ringstraße ab. Sie reicht fast bis an die Küste und schwenkt dann nach Westen und endet am Eyrarbakkavegur. Der Gaulverjabæjarvegur hat eine Länge von 26 km. Die Straße führt durch den Küstenort Stokkseyri. Der Name leitet sich von der Siedlung Gaulverjabær ab.

## Rjómabúið Baugsstaðir
Etwa 4 km östlich von Stokkseyri steht in einem einzelnen Wellblechgebäude die frühere Molkerei Baugsstaðir.
Sie wurde 1905 von den Bauern der Umgebung gegründet und war bis 1952 in Betrieb.
Sie war die letzte von ehemals dreißig Molkereien dieser Art.
Die Butter von hier wurde unter anderem in England als "Danish butter" verkauft.
1975 wurde sie zum Museum und zeigt als einzige alte Molkerei in Island noch die ursprünglichen Geräte.
Sie wurden mit einem kleinen oberschlächtigen Wasserrad angetrieben.
Das Gebäude wurde am formell am  6. Juli 2006 von der Bildungsministerin Þorgerður Katrín Gunnarsdóttir unter Denkmalschutz gestellt.